# Joe Meriweather
Joe C. Meriweather (né le 26 octobre 1953 à Phenix City, Alabama, et mort le 13 octobre 2013) est un joueur américain de basket-ball.

## Biographie
Pivot de 2,08 m issu de l'université Southern Illinois, Meriweather joue dix saisons (1975-1985) en NBA sous les couleurs des Rockets de Houston, des Hawks d'Atlanta, du Jazz de La Nouvelle-Orléans, des Knicks de New York et des Kings de Kansas City. Il est nommé dans la NBA All-Rookie Team en 1976, où il inscrit 10,2 points, 6,4 rebonds et 1,5 contre. Lors de sa carrière, Meriweather compile des moyennes de 8,1 points, 5,6 rebonds et 1,2 contre.
Il fait partie de l'équipe américaine médaillée de bronze lors du championnat du monde 1974.
Meriweather passe la saison 1985-1986 sous les couleurs de Granarolo Bologna en Italie puis joue également une saison en Espagne, avec le club de la Joventut Badalona.
Il est ensuite entraîneur de l'équipe féminine de basket-ball de Park University, poste qu'il occupe de 1997 à 2010.